# Hadronyche
Hadronyche is een geslacht van spinnen uit de  familie van de Atracidae.

## Soorten
- Hadronyche adelaidensis (Gray, 1984)
- Hadronyche alpina Gray, 2010
- Hadronyche annachristiae Gray, 2010
- Hadronyche anzses Raven, 2000
- Hadronyche cerberea L. Koch, 1873
- Hadronyche emmalizae Gray, 2010
- Hadronyche eyrei (Gray, 1984)
- Hadronyche flindersi (Gray, 1984)
- Hadronyche formidabilis (Rainbow, 1914)
- Hadronyche infensa (Hickman, 1964)
- Hadronyche jensenae Gray, 2010
- Hadronyche kaputarensis Gray, 2010
- Hadronyche lamingtonensis Gray, 2010
- Hadronyche levittgreggae Gray, 2010
- Hadronyche lynabrae Gray, 2010
- Hadronyche macquariensis Gray, 2010
- Hadronyche marracoonda Gray, 2010
- Hadronyche mascordi Gray, 2010
- Hadronyche meridiana Hogg, 1902
- Hadronyche modesta (Simon, 1891)
- Hadronyche monaro Gray, 2010
- Hadronyche monteithi Gray, 2010
- Hadronyche nadgee Whitington & Harris, 2021
- Hadronyche nimoola Gray, 2010
- Hadronyche orana Gray, 2010
- Hadronyche pulvinator (Hickman, 1927)
- Hadronyche raveni Gray, 2010
- Hadronyche tambo Gray, 2010
- Hadronyche valida (Rainbow & Pulleine, 1918)
- Hadronyche venenata (Hickman, 1927)
- Hadronyche versuta (Rainbow, 1914)
- Hadronyche walkeri Gray, 2010